# Denílson (ur. 1988)
Denílson Pereira Neves (ur. 16 lutego 1988 w São Paulo) – brazylijski piłkarz występujący na pozycji pomocnika. Wychowanek São Paulo oraz reprezentant Brazylii do lat 17.

## Kariera klubowa

### São Paulo
Denílson pochodzi z São Paulo i tam też zaczynał piłkarską karierę w klubie São Paulo FC. W barwach tego klubu zadebiutował w 2005 roku i był wówczas częścią drużyny, która wywalczyła Copa Libertadores oraz klubowe mistrzostwo świata. W zespole São Paulo przez 2 lata rozegrał łącznie 12 meczów ligowych.

### Arsenal
31 sierpnia 2006 roku trafił do Anglii, podpisując kontrakt z Arsenalem. Po raz pierwszy Denilson został powołany na mecz Ligi Mistrzów z CSKA Moskwa, jednak 17 października nie pojawił się na boisku. Dopiero 24 października zadebiutował w drużynie Arsenalu w meczu Pucharu Ligi Angielskiej z West Bromwich Albion wygranym 2:0. Swój drugi mecz w barwach klubu rozegrał także w tych rozgrywkach, tym razem mierząc się z Evertonem.
Przed sezonem 2011/12 został on wypożyczony do São Paulo, a jego numer 15 w londyńskim klubie przejął Alex Oxlade-Chamberlain. 6 października strzelił bramkę z dystansu w meczu przeciwko SE Palmeiras. Z kolei 13 grudnia wygrał Copa Sudamericana 2012 po tym, jak zawodnicy Tigre Buenos Aires odmówili wyjścia na druga połowę rewanżowego spotkania.
3 czerwca 2013 Denilson rozwiązał swój kontrakt z Arsenalem i stał się wolnym zawodnikiem.

## Kariera reprezentacyjna
Karierę reprezentacyjną Denílson rozpoczął od występów w reprezentacji Brazylii do lat 17 i z nią zdobył młodzieżowe mistrzostwo Ameryki Południowej w 2005 roku. W listopadzie 2006 Denilson został wezwany do drużyny narodowej Brazylii na towarzyski mecz przeciwko Szwajcarii, by zastąpić swojego kolegę klubowego Gilberto Silvę, który wycofał się z przyczyn osobistych. Jednak młody Brazylijczyk nie zadebiutował, przesiedział cały mecz na ławce rezerwowych.

## Sukcesy
- Copa Libertadores: 2005
- Klubowe mistrzostwo świata: 2005
- Mistrzostwo Ameryki Południowej do lat 17: 2005